# EUMETNET
EUMETNET è un'organizzazione che raggruppa 31 servizi meteorologici europei. È formalmente definito come Groupement d'intérêt économique (GIE) (raggruppamento di interessi economici) di diritto belga dal 17 settembre 2009. La sede centrale si trova a Bruxelles, in Belgio.

## Descrizione
EUMETNET è un organismo intergovernativo come EUMETSAT e EUMETCAL.
Il servizio coordina i programmi di cooperazione tra le attività di base dei suoi membri relative a:
- sistemi di osservazione
- trattamento di dati
- prodotti di base per le previsioni meteorologiche
- ricerca, sviluppo e formazione continua
- climatologia

## Membri
Sono attualmente membri di EUMETCAL i servizi meteorologici nazionali dei seguenti 31 paesi:

Austria, Belgio, Croazia, Cipro, Repubblica Ceca, Danimarca, Estonia, Finlandia, Francia, Montenegro, Germania, Grecia, Ungheria, Islanda, Irlanda, Italia, Lettonia, Lussemburgo, Malta, Paesi Bassi, Norvegia, Polonia, Portogallo, Serbia, Slovacchia, Slovenia, Spagna, Svezia, Svizzera, Macedonia e Regno Unito.
Sono stati cooperanti ma non membri: Bulgaria, Israele, Lituania, Moldavia e Romania.